# Како је почео рат на мом отоку
Како је почео рат на мом отоку је хрватски филм из 1996. године. Филм је награђен Златном ареном. Снимљен је у касарни "Минерска" која се налази на Заблаћу код Шибеника на самом улазу у Шибенски канал насупрот тврђаве СВ. Никола.

## Кратак садржај
Иако је био један од првих филмова који су заузели хумористички став према насилном распаду Југославије, овај филм је дјелимично заснован на стварним догађајима који су се одвијали у септембру 1991. Неколико мјесеци пошто се Хрватска одвојила од Југославије, федералне војне установе су још увијек присутне, а претходно регрутовани хрватски војници су у њима. Једна таква установа је и гарнизон на малом далматинском острву, којим командује мајор Алекса Милосављевић. Опкољен локалном милицијом, мајор Алекса пријети да ће разнијети склониште муниције са пола острва у случају било какве непријатељске активности. Током пат позиције, историчар умјетности Блаж Гајски, долази из Загреба да извуче свог сина из касарне.
Стање на острву је врло напето. Припадници локалне власти освојили су касарну, а мештани испред ње организују приредбу с певањем и рецитацијама, желећи навести заповедника касарне, мајора Алексу, да се преда заједно с војницима. Алекса је међутим минирао складишта у касарни и прети да ће читаво острво дићи у ваздух.

## Улоге
| Глумац               | Улога                     |
| -------------------- | ------------------------- |
| Влатко Дулић         | Блаж Гајски               |
| Љубомир Керекеш      | Мајор Алекса Милосављевић |
| Божидар Орешковић    | Борис Башић               |
| Ивица Видовић        | Пјесник                   |
| Матија Прскало       | Луција Милосављевић       |
| Горан Навојец        | Мартин                    |
| Сенка Булић          | Споменка                  |
| Слободан Миловановић | Брижни                    |
| Рене Биторајац       | Војник с Косова           |

## Награде
Филм је награђен Великом наградом на фестивалу у Cottbusu те Златним аренама за режију, женску епизодну улогу (Матија Прскало) и костимографију у Пули.